# Rudolph Matthews
Rudolph Matthews, ameriški rokometaš, * 7. november 1945, Woodville, Mississippi.
Leta 1972 je na poletnih olimpijskih igrah v Münchnu v sestavi ameriške rokometne reprezentance osvojil 14. mesto.